# Pierre Krier
Pierre Krier (* 5. März 1885; † 20. Januar 1947) war ein luxemburgischer Politiker.

## Leben und Tätigkeit
Krier war von Hause aus Handwerker und Lokomotivführer. 1916 wurde er Redakteur der Wochenzeitung der luxemburgischen Sozialdemokratie Die Schmiede. Im September desselben Jahres beteiligte er sich an der Gründung der ersten sozialistischen Gewerkschaft in Luxemburg, dem Luxemburger Metallarbeiter-Verband (LMAV).
Am 30. Mai 1918 wurde Krier auf der Wahlliste der Sozialdemokraten in die Abgeordnetenkammer des Kantons Esch gewählt. Von 1924 bis 1937 war er zudem Mitglied des Stadtrates von Luxemburg.
Von Juli 1919 an bekleidete Krier den Posten des Generalsekretärs der Freien Gewerkschaften in Luxemburg. Zugleich war er Herausgeber des Organs derselben, der Zeitschrift Der Proletarier. Seit 1925 war er Delegierter beim Internationalen Arbeitsamt in Genf.
Am 5. November 1937 wurde Krier zum luxemburgischen Arbeitsminister in der Regierung Dupong-Krier ernannt, der Pierre Dupong als Regierungschef vorstand. Dieses Amt, in dem er der erste sozialistische Minister in einer luxemburgischen Regierung überhaupt war, behielt er bis zu seinem Tod 1947 bei, wobei er es von 1940 bis 1945 als Mitglied der luxemburgischen Exilregierung in London bekleidete.
Krier war mit der Frauenrechtlerin Lily Becker-Krier verheiratet.

## Schriften
- Luxembourg under German Occupation, 1942